# 倉吉市立西郷小学校
倉吉市立西郷小学校（くらよししりつ さいごうしょうがっこう）は、鳥取県倉吉市下余戸にある公立小学校。

## 沿革
- 1873年（明治6年）6月1日 - 八屋学校開設[1]。
- 1887年（明治20年）4月1日 - 八屋尋常小学校と改称、八屋・大原簡易小学校を併置。
- 1891年（明治24年）
  - 1月 - 西郷尋常小学校設立。
  - 5月1日 - 八屋・大原簡易小学校廃止。
- 1922年（大正11年）4月1日 - 西郷尋常高等小学校と改称。
- 1941年（昭和16年）4月1日 - 国民学校令により西郷国民学校と改称。
- 1945年（昭和20年）6月 - 神戸市室内国民学校児童100余名集団疎開のため六ヶ月滞在。
- 1947年（昭和22年）4月1日 - 学制改革により西郷村立西郷小学校と改称。
- 1953年（昭和28年）10月1日 - 町村合併により市制施行し倉吉市発足に伴い、倉吉市立西郷小学校と改称。

## 通学区域
- 山根、伊木、八屋、下余戸、上余戸、栗尾、大原、虹ヶ丘町[2]

## 進学先中学校
- 倉吉市立河北中学校[2]

## 交通アクセス
- JR西日本山陰本線 倉吉駅より約2.2km。
- 日ノ丸バス「下余戸」バス停より約300m。

## 関係者
- 長谷川富三郎（版画家） - 元校長